# Tần Thủy Hoàng
Tần Thủy Hoàng (tiếng Trung: 秦始皇) (sinh ngày 18 tháng 2 năm 259 TCN – mất ngày 11 tháng 7 năm 210 TCN), tên huý là Chính (政), tính Doanh (嬴), thị Triệu (趙) hoặc Tần (秦), là vị vua thứ 36 của nước Tần, đồng thời là Hoàng đế đầu tiên thống nhất Trung Hoa sau khi tiêu diệt sáu nước chư hầu (gồm có Tề (齊), Sở (楚), Yên (燕), Hàn (韓), Triệu (趙), Nguỵ (魏)) chấm dứt thời kỳ Chiến Quốc vào năm 221 TCN. Ông lên ngôi Tần vương năm 13 tuổi và trở thành Hoàng đế năm 38 tuổi. Thay vì tiếp tục xưng vương như các vị vua thời nhà Thương và nhà Chu, để đánh dấu mốc cho việc thống nhất Trung Hoa và chứng tỏ nhà Tần còn vĩ đại hơn các triều đại trước, ông tự tạo ra một danh hiệu mới là "Hoàng đế" (皇帝) và tự gọi mình là Thủy Hoàng đế (始皇帝).
Tần Thủy Hoàng là người đã đánh dấu sự khởi đầu của đế quốc phong kiến tập quyền Trung Hoa kéo dài mãi đến khi nhà Thanh sụp đổ vào năm 1912. Sau khi thống nhất Trung Hoa, ông và thừa tướng Lý Tư đã thông qua một loạt cải cách lớn về kinh tế và chính trị, bao gồm thiết lập hệ thống quan lại nắm quyền ở địa phương do triều đình chỉ định thay vì phân chia ban tước cho các quý tộc như trước kia, cho phép nông dân sở hữu đất, thống nhất hệ thống đo lường, tiền tệ, đi lại, đồng thời xây dựng hệ thống luật pháp chặt chẽ. Ông đã tiến hành nhiều đại dự án, bao gồm việc xây dựng trường thành ở phương bắc, đặt nền móng cho Vạn Lý Trường Thành, kênh Linh Cừ, cung A Phòng, lăng mộ Tần Thủy Hoàng được bảo vệ bởi đội quân đất nung, chinh phục phương Nam để mở rộng lãnh thổ. Những chính sách này đặt nền móng thống nhất lâu dài cho nước Trung Hoa rộng lớn sau gần 500 năm chia cắt và chiến tranh liên miên, nhưng với cái giá phải trả là rất nhiều mạng người và sự lao dịch mệt nhọc, nỗi oán hận của người dân. Để dập tắt những ý kiến trái chiều và áp đặt tư tưởng theo trường phái Pháp gia, ông đã cho đốt cháy nhiều cuốn sách và chôn sống nhiều học giả. Ông trị vì 37 năm, trong đó xưng vương 25 năm, xưng đế 12 năm, qua đời vì bệnh vào năm 210 TCN ở tuổi 49. Sau khi ông qua đời, nhà Tần sớm diệt vong chỉ 3 năm sau đó.

## Tên gọi
Phần lớn các nguồn tham khảo hiện đại của Trung Quốc lấy Doanh Chính là tên cá nhân của Tần Thủy Hoàng, với Doanh là họ và Chính là tên. Tuy nhiên, thời Trung Quốc cổ đại có cách gọi tên khác với thời hiện đại. Trường hợp của ông, vì sinh ra ở nước Triệu nên Triệu có thể dùng làm họ. Theo Sử ký Tư Mã Thiên, ông được giới thiệu tên Chính, họ Triệu. Dù vậy, sau này Trung Quốc lấy họ của tổ tiên mà gọi, do đó Doanh Chính là tên được đại đa số đồng thuận khi nhắc đến tên riêng của Tần Thủy Hoàng, vì ông là con cháu nhà Doanh, họ chung của các vua Tần.
Những người cai trị nhà Tần đã tự phong Vương từ thời Tần Huệ Văn vương năm 325 TCN. Sau khi lên ngôi, Doanh Chính được gọi là Tần vương Chính. Danh hiệu này nhấn mạnh ông đứng ngang hàng về mặt danh nghĩa với người cai trị nhà Thương và nhà Chu.

Trong thời gian trước thời nhà Chu và sau đó, các nhà cai trị các quốc gia độc lập của Trung Quốc theo quy ước đều xưng "Vương" (王). Sau khi đánh bại vị vua chư hầu cuối cùng của Chiến Quốc vào năm 221 TCN, Tần vương Chính chính thức trở thành người cai trị trên toàn lãnh thổ Trung Hoa. Để ăn mừng thành tích này và củng cố cơ sở quyền lực của mình, Doanh Chính đề nghị các đại thần bàn danh hiệu cho mình. Sau khi bàn bạc, các đại thần tâu lên Tần vương Chính:

| “ | Ngũ Đế ngày xưa đất chỉ vuông ngàn dặm, ngoài ra là đất đai của chư hầu và của man di, họ vào chầu hay không thiên tử cũng không cai quản được. Nay bệ hạ dấy nghĩa binh, giết bọn tàn ác và nghịch tặc, bình định được thiên hạ, bốn biển thành quận và huyện, pháp luật và mệnh lệnh đều thống nhất ở một nơi, từ thượng cổ đến nay chưa hề có, Ngũ đế đều không bằng. Bọn thần sau khi bàn bạc kỹ lưỡng với các bậc sĩ thấy rằng: Ngày xưa có Thiên Hoàng, Địa Hoàng, Thái Hoàng, nhưng Thái Hoàng là cao quý nhất. Bọn thần liều chết xin dâng tôn hiệu của nhà vua là Thái Hoàng, mệnh ban ra gọi là "chế", lệnh ban ra gọi là "chiếu", thiên tử tự xưng gọi là "trẫm". | ” |

Tuy vậy, Doanh Chính quyết định không lấy chữ "Thái", mà lấy chữ "Hoàng" (皇) và chữ "Đế" (帝) theo thần thoại Tam Hoàng Ngũ Đế (三皇五帝), tạo ra một danh hiệu mới là Hoàng đế. Ông tự xưng là Tần Thủy Hoàng Đế (秦始皇帝), thường được rút ngắn là Tần Thủy Hoàng (秦始皇), thay thế cho tên gọi Tần Vương (秦王). Những lời tâu khác thì ông đều làm theo, từ đó mệnh ban ra gọi là chế, lệnh ban ra gọi là chiếu, thiên tử tự xưng là trẫm. Ông truy tôn vua cha Tần Trang Tương vương là Thái thượng hoàng.

| “                | Trẫm nghe nói thời Thái Cổ có hiệu nhưng không có hiệu bụt. Thời Trung Cổ có hiệu và sau khi chết người ta căn cứ vào việc làm của nhà vua mà đặt hiệu bụt. Làm như thế tức là con bàn bạc về cha, tôi bàn luận về vua, thật là vô nghĩa. Trẫm không chấp nhận điều ấy. Từ nay trở đi, bỏ phép đặt hiệu bụt. Trẫm là Thủy Hoàng Đế, các đời sau cứ theo số mà tính: Nhị Thế, Tam Thế đến Vạn Thế truyền mãi mãi. | ” |
| — Tần Thủy Hoàng | |   |

Ý nghĩa của tên hiệu "Tần Thủy Hoàng Đế":
- Chữ Thủy (始), lấy từ từ Thủy Tổ, có nghĩa là đầu tiên.[7] Người thừa kế sau đó sẽ được gọi tiếp là "Nhị Thế", "Tam Thế" và như vậy cho đến muôn đời. Ngoài ra, theo Lý Tư, nhà Tần lấy được thiên hạ từ nhà Chu, nhà Chu mệnh Hoả nên nhà Tần nên sử dụng hành thủy để tỏ rõ là hơn nhà Chu một bậc
- Chữ Hoàng Đế (皇帝) được lấy từ thần thoại Tam Hoàng Ngũ Đế (三皇五帝), nơi chữ này được trích ra.[8] Bằng cách thêm vào một tiêu đề như vậy, Tần Thủy Hoàng hy vọng sẽ có sự thiêng liêng và uy tín của Hoàng Đế (皇帝) trước kia.
- Ngoài ra, chữ "Hoàng" (皇) có nghĩa là "sáng" hay "lộng lẫy" và "thường xuyên nhất được sử dụng như là một chữ chỉ thiên đường".[9]

## Thân thế
Tần Thủy Hoàng Doanh Chính là con trai của Tần Trang Tương vương Doanh Dị Nhân (tên khác là Doanh Tử Sở). Mẹ của Doanh Chính là Triệu Cơ, mỹ nhân nước Triệu, đàn hay múa giỏi, vốn là thiếp của Lã Bất Vi, một thương nhân giàu có. Doanh Chính sinh năm 259 TCN ở kinh đô Hàm Đan của nước Triệu (趙). Sử ký Tư Mã Thiên ghi chép về song thân và nơi sinh của Doanh Chính, nhưng cũng chép giả thuyết Doanh Chính là con đẻ của Lã Bất Vi.
Năm 265 TCN, Tần Chiêu Tương vương lập con trai thứ là An Quốc quân Doanh Trụ làm Thái tử. Dị Nhân là con trai giữa của Thái tử với người vợ thứ là Hạ Cơ. Hạ Cơ không được An Quốc quân yêu mến, nên Dị Nhân phải đi làm con tin của Tần ở nước Triệu để đảm bảo hai nước không động binh đao. Tần nhiều lần đánh Triệu, chôn sống bốn mươi vạn quân Triệu ở trận Trường Bình, nên nước Triệu bạc đãi Dị Nhân. Đại phú thương Lã Bất Vi ở Triệu thấy vậy đã kết giao và chu cấp cho Dị Nhân, mưu giúp Dị Nhân làm thái tử nước Tần để mình có thể nhờ Dị Nhân được thành danh. Đồng thời, Lã Bất Vi dâng Triệu Cơ cho Dị Nhân, lại giúp Dị Nhân về Tần làm Thái tử rồi đưa ông lên ngôi vua.
Giả thuyết cho rằng Doanh Chính không phải là con ruột của Dị Nhân, mà là con ruột của Lã Bất Vi, được tin tưởng rộng rãi trong suốt lịch sử Trung Quốc, đã góp thêm cái nhìn tiêu cực về Tần Thủy Hoàng. Giả thuyết này cho rằng, khi Triệu Cơ được dâng cho Dị Nhân, bà đã có bầu với Lã Bất Vi. Tuy nhiên, nhiều học giả nghi ngờ về giả thuyết này, do dựa vào thời gian mang thai của Triệu Cơ. Như Vương Tiễn cầm quân đánh dẹp Phàn Ô Kỳ đã nói: "Thái hậu có mang mười tháng mới sinh, vậy nay tức là con tiên vương đẻ ra..." Ngay trong thời đó, những người theo thuyết gán Lã Bất Vi là cha ruột của Doanh Chính cũng không thể lý giải một cách khoa học vì sao Triệu Cơ lại mang thai Doanh Chính tới 12 tháng mà lập luận theo cách "thiên mệnh" rằng: "Có thể tại lòng trời muốn sinh ra một vị chân mạng thiên tử nên mới để người mẹ hoài thai lâu như vậy..." Các nhà sử học lý giải rằng: Thực tế, Doanh Chính vẫn chỉ nằm trong bụng mẹ 10 tháng như những đứa trẻ khác kể từ khi Triệu Cơ về với Dị Nhân. Do cộng thêm thời gian Triệu Cơ ở với Bất Vi, thời gian mới là 12 tháng. Ngoài ra, giả thuyết này cũng được cho là sản phẩm của sĩ phu các nước chư hầu Sơn Đông bị Tần Thủy Hoàng tiêu diệt. Họ căm giận Tần đã đoạt nước của mình, nên nhân việc mẹ vua Tần từng là thiếp của Bất Vi đã đặt ra chuyện này nhằm hạ thấp Tần.
Các giáo sư John Knoblock và Jeffrey Riegel khi biên dịch Lã thị Xuân Thu bình rằng chuyện Doanh Chính con của Lã Bất Vi "rõ ràng là sai, nhằm mục đích phỉ báng Bất Vi và xúc phạm Thủy Hoàng đế". Việc cho rằng Lã Bất Vi - một thương nhân - là cha đẻ của Tần Thủy Hoàng là một sự phỉ báng sâu sắc, vì xã hội Nho giáo sau này coi thương nhân là tầng lớp thấp nhất trong xã hội.
Học giả thời nhà Thanh là Lương Ngọc Thằng (梁玉繩) căn cứ nguyên văn mà Tư Mã Thiên chép trong Sử ký về việc Triệu Cơ sinh hạ, có ghi: [Cơ tự nặc hữu thân, chí đại kỳ thời, sinh tử Chính; 姬自匿有身，至大期時，生子政]. Trong đó, "Đại kỳ" một từ là chỉ ý việc phụ nữ đủ tháng sinh nở thời cổ, ám chỉ việc Triệu Cơ cùng Doanh Dị Nhân sau khi chung chạ thì mang thai, xác thực Triệu Cơ sau khi mang thai 10 tháng mới sinh ra Doanh Chính. Lương Ngọc Thằng chỉ ra rằng, Tư Mã Thiên đem cả hai cụm từ rất mâu thuẫn là [Tự nặc hữu thân; ý là "đang có thai"] cùng [Đại kỳ; ám chỉ "sau khi chung chạ mới có thai"] để chung trong một câu như vậy, là một loại bút pháp Xuân Thu, ám chỉ tin đồn rất phổ biến khi ấy là Triệu Cơ có thai trước khi hầu ngủ Doanh Dị Nhân nhưng không tiện phủ nhận.

## Thời trẻ lưu lạc
Thời Chiến Quốc Thất Hùng, vì lợi ích nhất thời mà bảy nước có lúc liên minh, có lúc lại chiến tranh. Để biểu thị thành tâm, ngoài việc cam kết, nước đó còn phải gửi con cháu của mình đến nước liên minh làm con tin. Doanh Dị Nhân, cha của Doanh Chính, được Tần gửi đến Triệu làm con tin. An Quốc quân, thái tử của Tần Chiêu vương, có đến hơn 20 người con trai, nên cơ hội nối ngôi của Dị Nhân là rất thấp. Tuy nhiên, Lã Bất Vi, một thương gia giàu có người nước Vệ, lại đặc biệt chú ý đến Dị Nhân. Sau khi nghiên cứu kỹ lưỡng, Lã Bất Vi quyết định đầu tư gia sản của mình vào Dị Nhân để mưu tính đại sự của mình ở nước Tần.
Doanh Chính ra đời ở kinh đô Hàm Đan của nước Triệu không lâu sau trận Trường Bình. Năm 257 TCN, Tần Chiêu Vương sai tướng Vương Hột (王齕) vây kinh đô Hàm Đan, Triệu cùng quẫn muốn giết Dị Nhân. Dị Nhân cùng Lã Bất Vi mưu đưa sáu trăm cân vàng cho kẻ canh ngục nên trốn thoát khỏi nước Triệu, nhưng Triệu Cơ cùng Doanh Chính không kịp trốn theo. Quân Triệu muốn giết cả hai người nhưng Triệu Cơ là con nhà tai mắt ở Triệu, lẩn trốn được, vì thế hai mẹ con đều sống sót.
Năm 250 TCN, Tần Chiêu Tương vương qua đời, An Quốc quân lên ngôi, tức là Tần Hiếu Văn vương, lập Dị Nhân làm Thái tử, nước Triệu bèn đưa Triệu Cơ và Doanh Chính về Tần. Hiếu Văn Vương làm vua không lâu thì chết, Dị Nhân kế thừa vương vị, tức là Tần Trang Tương Vương, phong Lã Bất Vi chức Thừa tướng, tước Văn Tín hầu. Năm 247 TCN, Tần Trang Tương vương mất sau ba năm trị vì, Doanh Chính khi ấy mới 13 tuổi được lập làm vua nước Tần.

## Thời đại Tần vương Chính

### Củng cố quyền lực
Năm 247 TCN, sau khi Tần Trang Tương Vương qua đời, Doanh Chính lên ngôi, tôn Triệu Cơ làm thái hậu, phong Lã Bất Vi làm thừa tướng, gọi là trọng phụ, coi như người cha thứ hai của mình.
Lã Bất Vi vốn là người tình cũ của thái hậu, thường ra vào hậu cung để tư thông với bà ta. Tần vương còn nhỏ không hay biết, hoặc giả vờ không hay biết. Sau đó, Lã Bất Vi sợ chuyện bại lộ nên ngầm sai người tìm kiếm một nam nhân cường tráng, có nam căn lớn tên là Lao Ái. Theo Sử ký Tư Mã Thiên, Bất Vi trước tiên dùng Lao Ái làm người nhà rồi dâng Ái vào hậu cung, giả làm hoạn quan bằng cách nhổ râu để "hầu hạ" thái hậu. Sau một thời gian, thái hậu sợ Tần vương Chính biết chuyện, xin dời sang sống ở Ung Thành cùng Lao Ái và sinh được hai con trai.
Nhờ thái hậu, Lao Ái được phong làm Trường Tín hầu, cũng mưu xây dựng thế lực, mở phủ nuôi thực khách như Lã Bất Vi. Lao Ái mưu đồ cho con của mình và thái hậu nối ngôi khi Tần vương Chính chết. Tuy nhiên, Lao Ái trong lúc uống rượu say đã khoe khoang mình là cha dượng của vị vua trẻ.
Năm 238 TCN, Lao Ái chiếm con dấu của thái hậu và dấy binh mưu phản. Triều đình treo thưởng hơn 100 vạn đồng cho ai bắt sống Ái và 50 vạn đồng cho ai chém được đầu Lao Ái. Vì thiếu sự ủng hộ rộng rãi và quân đội lỏng lẻo, Lao Ái cùng quân của mình nhanh chóng bị quân do Xương Bình quân chỉ huy đánh bại ở Hàm Dương. Ông bị xử ngũ mã phanh thây, cả ba họ và môn hạ đều bị giết. Tần vương còn tìm giết hai con riêng của Lao Ái với thái hậu và đày thái hậu sang đất Ung giam lỏng. Lã Bất Vi bị điều tra và phát giác. Tần vương Chính muốn giết Lã Bất Vi, nhưng vì ông có công lớn trong những năm làm thừa tướng, được các biện sĩ nói đỡ, nên không bị xử tử. Lã Bất Vi bị cách chức, triều đình cấp cho một cái ấp nhỏ ở Hà Nam. Tuy đã bị cách chức, danh tiếng Lã Bất Vi được nhiều người biết đến khắp Trung Hoa, nhiều tân khách và sứ giả của các chư hầu biết đến Lã Bất Vi và vẫn thường xuyên đến chỗ ông. Sau hơn một năm, lo ngại Lã Bất Vi làm phản, Tần vương Chính bắt ông và thuộc hạ dời sang đất Thục. Tự liệu mình sẽ bị sát hại, vào năm 235 TCN, Lã Bất Vi uống rượu độc tự tử. Do có công dẹp loạn Lao Ái, Xương Bình quân được phong làm thừa tướng, thay cho Lã Bất Vi.
Ngoài Lã Bất Vi và Lao Ái, Tần vương còn tranh đấu với em trai cùng cha khác mẹ của mình là Thành Kiệu (成蟜). Sau khi Doanh Chính lên ngôi, Thành Kiệu làm phản ở Đồn Lưu và đầu hàng nước Triệu. Nước Triệu trao cho Thành Kiệu đất Nhiêu (nay thuộc Nhiêu Dương). Vào năm 239 TCN, quân Tần đánh chiếm đất Nhiêu, Thành Kiệu tử vong tại đây.

### Bị hành thích lần thứ nhất
Sau khi sự việc làm phản của Lao Ái kết thúc, Tần vương Chính tiếp tục cho quân đội của mình đi đánh chiếm các nước khác. Nước Yên yếu thế, thường bị binh lính sách nhiểu, không thể chống chọi với Tần. Vì vậy, Thái tử Đan mưu dùng Kinh Kha hành thích Tần vương Chính vào năm 227 TCN. Khi mở bản đồ Kinh Kha rút thanh chủy thủ đâm Doanh Chính. Nhà vua liền lùi lại và rút thanh kiếm sau lưng để bảo vệ mình . Vào thời điểm đó, các quan đều không được phép mang vũ khí. Kinh Kha đuổi theo, cố gắng để đâm nhà vua nhưng lại trượt. Doanh Chính lại rút kiếm của mình và chém vào đùi Kinh Kha. Kinh Kha liền ném con dao găm nhưng lại tiếp tục nhắm trượt. Chịu tám vết thương từ kiếm của nhà vua, Kinh Kha biết rằng đại sự đã hỏng. Cả Kinh Kha và Tần Vũ Dương đều bị giết. 5 năm sau, Yên bị Tần tiêu diệt.

### Bị hành thích lần thứ hai
Cao Tiệm Ly là bạn thân của Kinh Kha, muốn báo thù cho cái chết của bạn mình. Tiệm Ly vốn giỏi gảy đàn trúc. Một ngày kia ông được triệu đến chơi nhạc cho Tần vương Chính. Trong cung có người có biết ông, liền nói: "Đây là Cao Tiệm Ly". Tần vương Chính tiếc tài nghệ, không giết Tiệm Ly mà móc mắt, nhưng vẫn cho phép Cao Tiệm Ly chơi đàn cho mình. Tần vương Chính say mê tiếng đàn, mỗi ngày lại cho phép xích lại gần hơn. Cao Tiệm Ly lén đổ chì vào bầu đàn rồi nhân dịp Doanh Chính ngồi cạnh mà đánh nhưng vì mắt đã bị mù nên đánh không trúng. Cao Tiệm Ly sau đó bị xử tử.

### Thống nhất Trung Nguyên
Đến thời Chiến quốc, các chư hầu của nhà Chu đánh diệt lẫn nhau cuối cùng ở Trung Nguyên chỉ còn lại bảy nước lớn gọi là Chiến Quốc Thất hùng cùng một số nước nhỏ và nhà Đông Chu còn tồn tại thoi thóp. Trong bảy nước có nước Tần ở phía Tây thi hành tân pháp Thương Ưởng mà trở nên giàu mạnh, lấn át sáu nước còn lại. Nước Tần nhiều lần đánh Hàn, Triệu, Ngụy, Sở, Yên, liên tục mở đất, các nước chư hầu phía Đông luôn bị đẩy vào thế chống đỡ, nhiều lần tổ chức liên minh hợp tung chống Tần nhưng chỉ đạt được một số thắng lợi tạm thời, không ngăn cản được Tần đông tiến. Tần vương tiếp tục duy trì chính sách "thân xa đánh gần", giao hảo với nước Tề, uy hiếp lấn chiếm các nước còn lại. Nước Tề vì giao hảo với nước Tần nên không ra quân cứu các chư hầu khác, nhưng cuối cùng cũng bị nước Tần thôn tính.

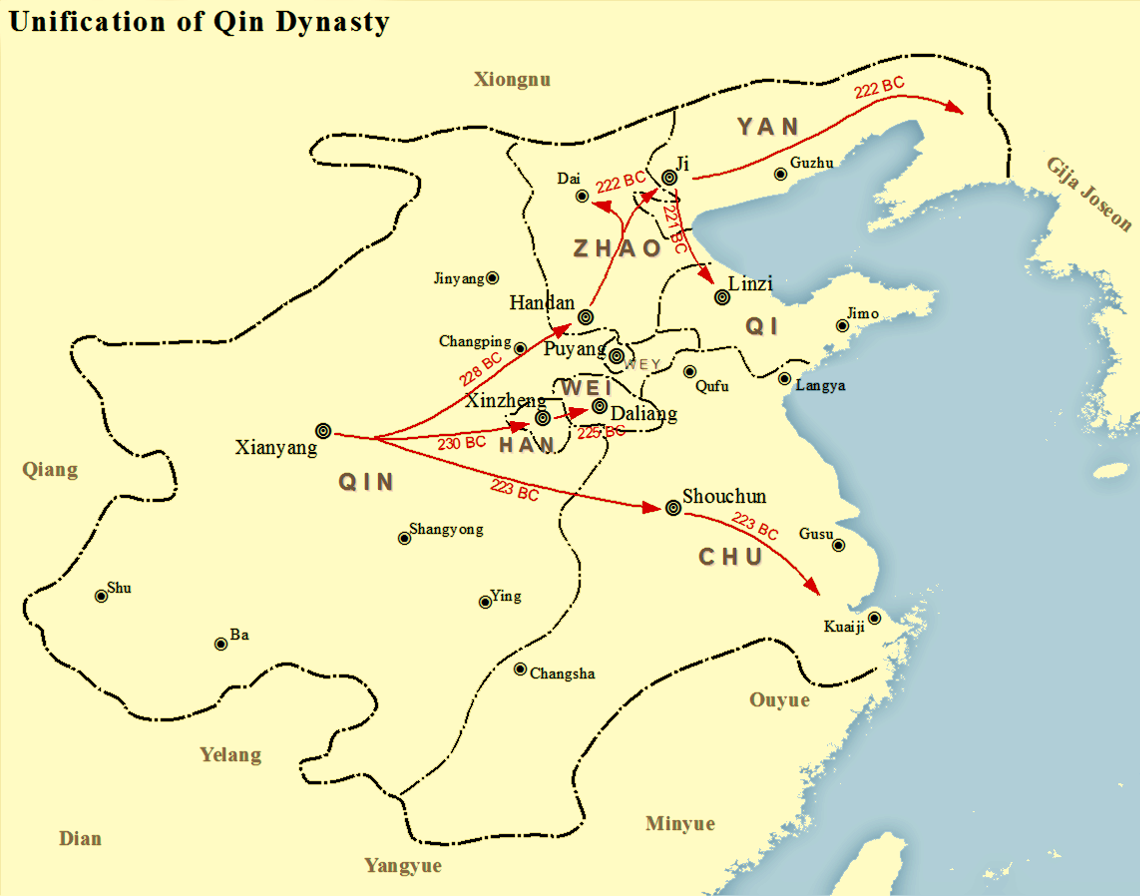
Chiến dịch xâm chiếm của nước Tần

Tần vương Chính kế ngôi vào giai đoạn cuối của Chiến Quốc, lúc đó thế lực của Tần đã rất mạnh, tập hợp nhiều nhân tài. Tần vương Chính bên trong dùng Úy Liêu, Lý Tư bày mưu kế, bên ngoài dùng các tướng tài như Vương Tiễn, Vương Bí, Mông Ngao, Mông Vũ, Mông Điềm, Lý Tín làm tướng đánh dẹp các nước.
Năm 230 TCN, Tần đánh Hàn. Hàn từng bại dưới tây Tần nhiều lần, lại là nước nhỏ yếu nhất trong 7 nước, nên là nước đầu tiên bị diệt. Hàn vương An sợ hãi, vội thu hết sổ sách, địa đồ trong nước sang đầu hàng nộp đất. Tần vương đặt đất đai còn lại của nước Hàn làm quận Dĩnh Xuyên.
Năm 229 TCN, Tần vương hạ lệnh đánh Triệu. Tướng Triệu Lý Mục cầm quân đẩy lui được quân Tần. Tần vương bèn dùng kế ly gián, sai người đút lót cho gian thần nước Triệu là Quách Khai, xúi Quách Khai nói rằng Lý Mục đang có âm mưu tạo phản. Triệu U Mục vương nghe lời gièm pha, bèn giết chết Lý Mục. Cùng năm đó Triệu lại gặp phải động đất, quần Tần chớp thời cơ đánh riết, dồn Triệu vào đường cùng. Năm 228 TCN, quân Tần chiếm kinh thành Hàm Đan, bắt sống Triệu vương Thiên. Anh Thiên là Triệu Gia chạy lên đất Đại phía bắc xưng vương.
Năm 227 TCN, sau khi bị Kinh Kha ám sát hụt, Tần vương cho đại tương Vương Tiễn và phó tướng Mông Vũ cầm quân đánh Yên. Quân Yên đại bại tại Dịch Thủy, đất đai quá nửa bị Tần chiếm. Sau đó quân Tần công phá Kế Thành, Yên vương Hỉ cùng thái tử Đan dẫn quân lui về Liêu Đông, Lý Tín xuất quân truy đuổi và giành thắng lợi lớn. Yên vương trong thế bị dồn ép đã giết thái tử Đan (người đã ra lệnh cho Kinh Kha ám sát Doanh Chính) rồi dâng thủ cấp để cầu hòa. Quân Tần chấp nhận lời cầu hòa, Yên được thoi thóp được thêm ba năm nữa.
Năm 225 TCN, Vương Bí chỉ huy quân Tần đánh kinh đô Đại Lương của Ngụy. Quân Tần cho quân dẫn nước sông Hoàng Hà làm ngập thành làm chết hàng vạn người. Ngụy vương Giả không chống nổi phải ra hàng.
Năm 225 TCN, Tần vương Chính sai Lý Tín mang 20 vạn quân đánh Sở. Lý Tín bị tướng Sở là Hạng Yên đánh bại. Tần vương bèn nghe theo lão tướng Vương Tiễn, tổng động viên 60 vạn quân giao cho Vương Tiễn ra mặt trận. Vương Tiễn đánh Sở trong 2 năm, đánh bại Hạng Yên, bắt sống Sở vương Phụ Sô. Hạng Yên chạy thoát, lập vua Sở mới là Xương Bình quân lên ngôi. Vương Tiễn lại đánh tiếp xuống phía nam, giết chết vua Sở và Hạng Yên, bình định nước Sở. Nước Sở, chư hầu lớn nhất và kình địch lớn nhất của Tần bị tiêu diệt vào năm 223 TCN.
Năm 222 TCN, quân Tần do Vương Bí chỉ huy tiến vào Liêu Đông để diệt nốt Yên đang thoi thóp. Yên vương Hỉ bị bắt, nước Yên bị diệt.
Quân Tần nhân đó tiến sang đánh đất Đại. Đại vương Gia (anh Triệu vương Thiên) tự sát.
Năm 221 TCN, Doanh Chính lấy cớ Tề vương Kiến đem 30 vạn quân phòng thủ ở biên giới phía tây là hành động gây hấn, bèn sai Vương Bí mang quân từ nước Yên tiến thẳng xuống phía nam tiến vào kinh đô Lâm Truy. Nước Tề suốt mấy chục năm không động binh đao, dân quen liềm hái hơn cung nỏ, vì vậy thấy quân Tần hùng hậu tiến vào thì mau chóng tan vỡ. Tề vương Kiến quyết định đầu hàng. Cả sáu nước hoàn toàn bị thôn tính.
Lần đầu tiên trong lịch sử, toàn Trung Hoa được thống nhất. Trong cùng năm đó, Doanh Chính tự xưng là "Thủy Hoàng Đế" (始皇帝), không còn là một vị vua theo nghĩa cũ và vượt qua thành tựu của các vị vua nhà Chu.

## Thời đại Tần Thủy Hoàng

### Cải cách hành chính
Tần Thủy Hoàng dời hết các vương công quý tộc của sáu nước bị diệt về kinh đô Tần là Hàm Dương để dễ bề khống chế, đất đai của họ đều bị sung công. Để tránh họa chư hầu cát cứ đời nhà Chu, hoàng đế loại bỏ phong đất đặt chư hầu mà triệt để thi hành chế độ quận huyện, chia cả nước thành 36 quận (郡) (sau đó tăng lên 40 quận); quận thú, huyện lệnh do triều đình bổ nhiệm, có thể bị điều động bất cứ lúc nào. Quận là một quân khu lớn, nhất là ở những miền mới chiếm được. Mỗi quận thành nhiều huyện (县), hương (乡) và lý (里), mỗi quận có quận thú coi việc dân và quân uý coi việc quân. Ở trên cùng, có một viên giám ngự sử chỉ chịu trách nhiệm với nhà vua, vì vậy quan lại không thể chuyên quyền, làm chúa ở cõi riêng. Quan lại được Hoàng đế bổ nhiệm dựa theo công trạng thay vì tập tục cha truyền con nối như trước kia. Hệ thống này trái ngược với các đời trước vốn cấu kết lỏng lẻo, người dân cũng không còn được gọi theo tên các nước cũ trước đây nữa (như "người Sở" ám chỉ người đến từ đất cũ của nước Sở) mà đều là con dân của nhà Tần.

### Cải cách kinh tế và văn tự

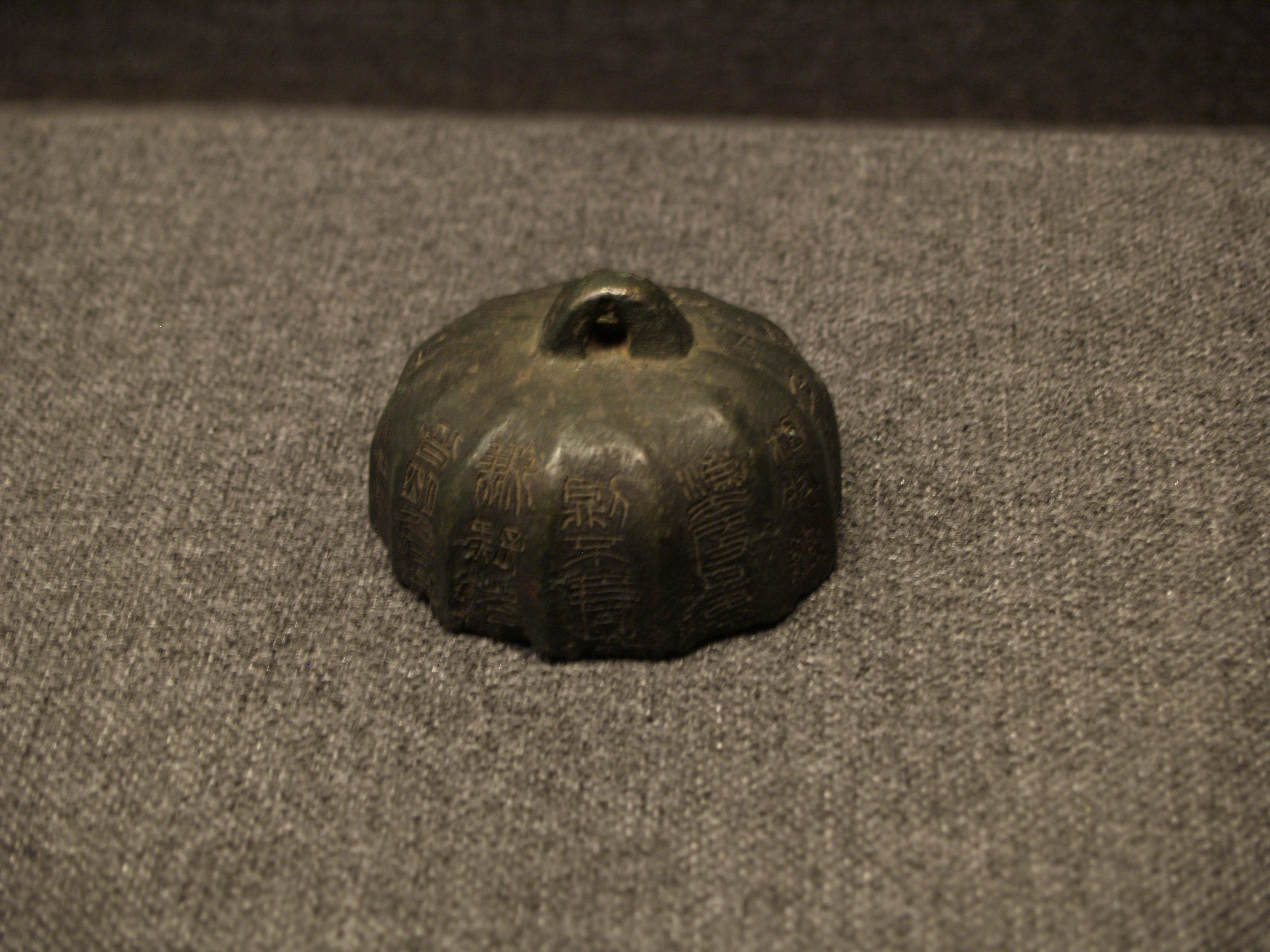
Quả cân tiêu chuẩn đời Tần, năm 221 TCN

Trong những năm cầm quyền của mình, Tần Thủy Hoàng và thừa tướng Lý Tư đã thống nhất đơn vị đo lường và tiền tệ trên toàn Trung Hoa. Hoàng đế cũng cho thống nhất chiều dài trục bánh xe để tiện việc vận chuyển đường bộ, xây dựng thêm nhiều hệ thống đường sá, kênh mương kết nối các vùng miền với nhau để người dân được thuận tiện hơn trong việc đi lại.
Thời Chiến Quốc, văn tự ở mỗi nước ít nhiều có những sự khác nhau. Quan lại Tần đi cai trị đất đai chư hầu cũ nhiều khi không hiểu được văn tự tại địa phương, khó làm tốt việc. Vì vậy, Tần Thủy Hoàng ra lệnh mọi văn bản trên toàn quốc đều sử dụng một loại văn tự được chuẩn hóa bởi Lý Tư, nhờ đó mà thống nhất được chữ viết trên toàn quốc.

### Tư tưởng
Tần Thủy Hoàng tin vào thuyết Ngũ hành, tin rằng nhà Chu trước đó cai trị bởi sức mạnh của Hỏa, đại diện bởi màu đỏ. Vì vậy nhà Tần kế tục lấy hành Thủy (nước) mà cai trị, đại diện là màu đen. Màu đen trở thành màu của y phục, cờ hiệu. Các mối liên quan khác bao gồm phía bắc là hướng hồng y, mùa đông và số sáu.
Trong khi thời kỳ Xuân Thu và Chiến Quốc chiến tranh xảy ra triền miên, nó cũng được xem như là thời kỳ của tự do tư tưởng. Tuy nhiên, đến thời Tần Thủy Hoàng, hoàng đế ra lệnh cấm hết tất cả các trường phái tư tưởng khác, lấy trường phái Pháp gia là tư tưởng chính thống của nhà Tần. Trường phái Pháp gia thời nhà Tần bài trừ chế độ phong kiến cũ và khuyến khích các hình phạt nghiêm khắc, đặc biệt là khi không tuân lệnh hoàng đế. Quyền cá nhân bị gạt đi khi chúng mâu thuẫn với mong muốn của chính quyền, thương nhân và học giả không được coi trọng và thích hợp để loại bỏ.
Năm 213 TCN, quan đại phu Thuần Vu Việt xin vua phong đất lập chư hầu và noi theo lệ của người xưa, nhưng bị thừa tướng Lý Tư phản đối. Lý Tư cũng nhân đó dâng thư đề nghị cấm học theo sách cổ để phê phán những điều hoàng đế làm thời nay. Tần Thủy Hoàng nghe theo, ra lệnh đốt bỏ hết phần lớn các sách đương thời, chỉ giữ lại những cuốn sách bói toán, nông nghiệp, y học, thần thoại, và lịch sử nhà Tần. Việc này cũng phục vụ cho việc thay đổi văn tự bằng cách loại bỏ các văn bản chứa văn tự lỗi thời. Kẻ nào không tuân lệnh mà lén lút giữ sách thì bị phạt nặng. Sử ký Tư Mã Thiên ghi lại, có 460 Nho sĩ bị chôn sống ở Hàm Dương vì sở hữu sách cấm vào năm 212 TCN. Công tử Phù Tô đứng ra can ngăn vì sợ thiên hạ không yên, hoàng đế nổi giận sai Phù Tô đi lên miền bắc để giám sát tướng Mông Điềm ở Thượng Quận. Bản sao các sách cấm vẫn được cất giữ trong thư viện của triều đình nhưng hầu hết chúng đều bị phá hủy khi Hạng Vũ đốt cháy cung điện Hàm Dương vào năm 206 TCN.

### Âm mưu ám sát thứ ba
Năm 230 TCN, Tần tiêu diệt Hàn. Trương Lương là sĩ tộc của Hàn thề trả thù hoàng đế Tần. Năm 218 TCN, Lương bán hết gia sản, thuê sát thủ và cho làm chiếc chùy sắt một trăm hai mươi cân (khoảng 160 lb hoặc 79 kg) lập mưu ám sát Tần Thủy Hoàng. Lương và sát thủ mai phục trong bụi cây dọc theo tuyến đường Thủy Hoàng du ngoạn và khi đoàn xa giá đến gần ném chùy làm vỡ tan chiếc xe đi đầu. Tuy nhiên, Tần Thủy Hoàng khi đó đang ở trong chiếc xe thứ hai, trông giống hệt chiếc xe thứ nhất, nên thoát chết. Hoàng để cho truy lùng khắp thiên hạ nhưng cả hai thích khách đều trốn thoát.

### Xây dựng công trình

#### Trường Thành
Ở phía Bắc, tộc người Hung Nô thường xuyên quấy nhiễu biên giới. Để chống người Hung Nô xâm lấn, Tần Thủy Hoàng đã ra lệnh xây dựng một bức tường phòng thủ rộng lớn. Bức trường thành này chính là tiền thân của Vạn Lý Trường Thành sau này. Trường Thành được xây dựng bằng cách kết nối nhiều khúc tường thành đã được xây dựng bởi các nước Tần, Triệu, Yên, trải dài hơn 5000 km từ Lâm Thao (nay thuộc tỉnh Cam Túc) ở phía tây đến Liêu Đông (nay ở tây bắc Liêu Dương, tỉnh Liêu Ninh) ở phía đông, tạo nên một mạng lưới những bức tường thành nối các tuyến phòng thủ ở sông tới những vách đá không thể vượt qua.
Vận chuyển số lượng lớn vật liệu cần thiết cho công trình khổng lồ này là vô cùng khó khăn, vì vậy những người xây trường thành luôn cố gắng sử dụng tài nguyên ở địa phương. Đá được lấy từ các ngọn núi, trong khi đất nung được sử dụng để xây dựng ở đồng bằng. Không có ghi chép lịch sử nào còn sót lại cho thấy chiều dài và tiến trình chính xác của các bức tường thành thời Tần. Hầu hết các bức tường cổ đã bị xói mòn trong nhiều thế kỷ, và rất ít phần còn tồn tại cho đến ngày nay. Uớc tính có đến hàng trăm ngàn người, thậm chí có thể lên tới một triệu người đã chết khi xây trường thành thời nhà Tần.

#### Kênh Linh Cừ
Miền Nam Trung Quốc có một câu nói nổi tiếng "Ở miền Bắc có Trường Thành, ở miền Nam có kênh Linh Cừ" (北有长城,南有灵渠). Năm 214 TCN, Tần Thủy Hoàng cho xây một kênh đào lớn để vận chuyển quân lương, tấn công một số vùng lãnh thổ ở phía nam. Kênh đào dài 34 km này điều chuyển dòng chảy của hệ thống sông ngòi giữa miền bắc và miền nam Trung Hoa, nối sông Tương với Dương Tử và Li Giang rồi lại chảy vào Châu Giang. Kênh Linh Cừ nối hai tuyến đường thủy chính của Trung Quốc, giúp nhà Tần mở rộng cương vực xuống miền Tây Nam, được đánh giá là một trong ba công trình kỹ thuật lớn của Trung Quốc cổ đại, bên cạnh Vạn Lý Trường Thành và Đô Giang Yển của Tứ Xuyên.

#### Cung điện

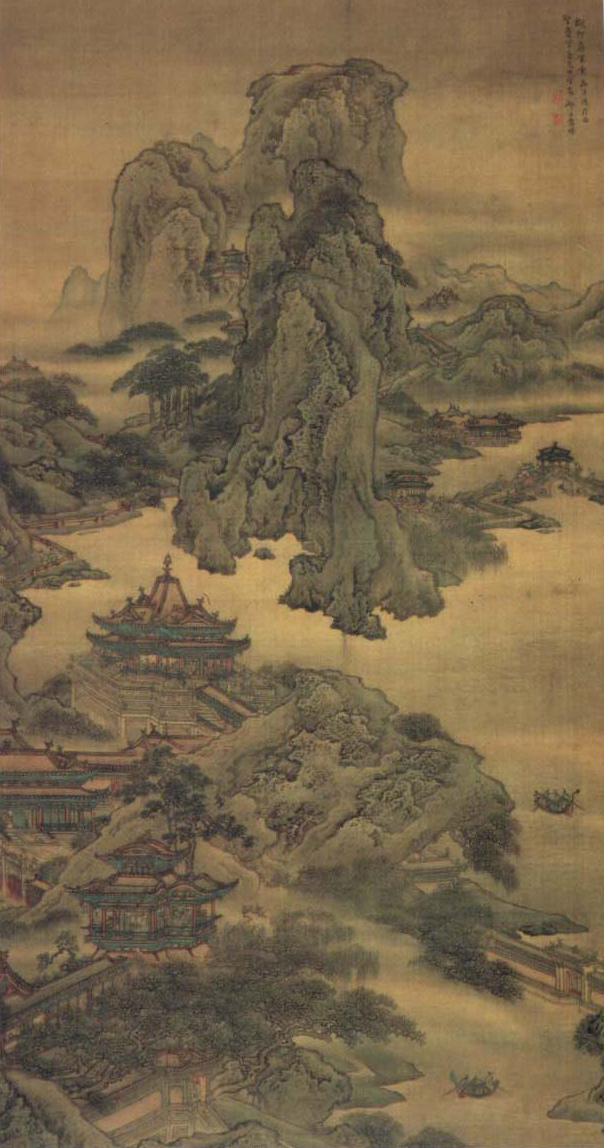
Bức họa cung A Phòng của họa sĩ Viên Diệu thời nhà Thanh.

Một trong những công trình lớn mà Tần Thủy Hoàng cho xây dựng là cung A Phòng nằm ở phía nam sông Vị. Ước tính triều đình đã phải dùng tới hơn 70 vạn người để xây dựng cung A Phòng và lăng mộ Tần Thủy Hoàng. Theo Sử ký Tư Mã Thiên, riêng phần tiền sảnh của cung A Phòng rộng tới mức chiều từ Đông sang Tây dài 500 bộ (hơn 800m), chiều từ Nam sang Bắc dài 50 trượng (hơn 150m), có thể ngồi được một vạn người, phía trước có thể dựng được cột cờ 5 trượng (hơn 15m). Ngay từ khi xây dựng, cung A Phòng đã là một công trình gây tranh cãi, làm hao tiền, tốn của, kiệt quệ sức dân và mang tới cho vị hoàng đế không ít lửa hận thù từ muôn dân trăm họ.
Khi chiếm được kinh đô một nước chư hầu, Tần Thủy Hoàng sai người vẽ kiểu cung điện của nước đó để về xây dựng lại y hệt tại Hàm Dương, ở bên cung điện của ông, thành một dãy dài cả mấy dặm. Bao nhiêu châu báu, nhạc công và vũ nữ của lục quốc, ông gom cả về để làm vui tai vui mắt. Tương truyền rằng, vào cuối thời nhà Tần, kinh đô Hàm Dương bị chiếm và cung điện nhà Tần bị đốt cháy, lửa cháy ba tháng chưa tắt.

### Mở mang bờ cõi

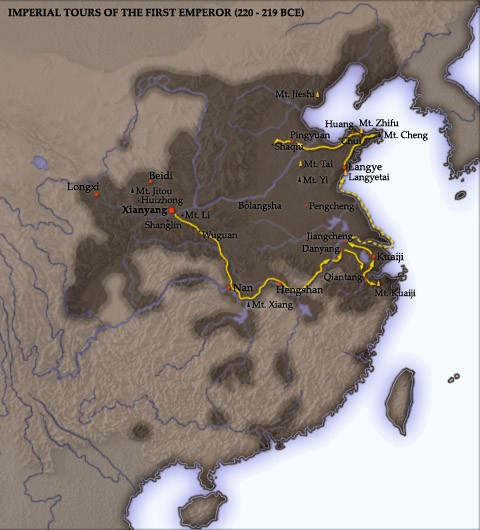
Lãnh thổ của nhà Tần

Mới hoàn thành sự nghiệp thống nhất Trung Hoa chưa lâu, Tần Thủy Hoàng đã nghĩ đến việc mở mang bờ cõi.
Biên cương phía Bắc, ngay từ thời Thương, Chu vẫn thường có giao tranh với các bộ tộc Hung Nô du mục. Người Hung Nô thường xâm lấn biên giới, có chỗ sống lẫn lộn với người Trung Nguyên, đến đầu đời Tần đã đến vùng Hà Nam. Tần Thủy Hoàng bèn cho Mông Điềm làm chánh tướng, Vương Ly (王離) (con của Vương Bí) cầm quân trấn thủ biên cương và chống người Hung Nô. Trong hơn một năm Mông Điềm cầm quân đánh lui quân Hung Nô ở phía bắc, giành được thắng lợi. Tần Thủy Hoàng cho xây thành dọc theo sông Hoàng Hà làm biên giới, tiếp tục sai Mông Điềm vượt sông Hoàng Hà lấy đất Cao Khuyết, Đào Sơn, Bắc Giả, xây đình và thành lũy ở đấy để đuổi người Nhung, rồi đưa những người bị đày đến đấy để ở, lần đầu biến những nơi này trở thành huyện của nhà Tần. Mông Điềm cũng chú trọng khai phá vùng biên ải, lấy các vùng đất mới làm thành "Tân Tần Địa", chia thành 44 huyện, cắt đặt quan lại.
Năm 214 TCN, Tần Thủy Hoàng để lại 10 vạn quân ở phía bắc và đưa hơn 50 vạn quân xuống phía nam để chinh phục lãnh thổ của các bộ lạc phía nam. Quân Tần không quen thuộc với địa hình rừng rậm, bị đánh bại bởi chiến thuật đánh du kích của các bộ lạc phía nam, mất hơn 10 vạn quân. Tuy thua trận ở những chiến dịch đầu tiên, quân Tần đã xây dựng được hệ thống kênh đào giúp vận chuyển rất nhiều quân lương để  chuẩn bị cho lần nam chinh thứ hai. Lần này quân Tần lấy được nhiều đất đai thuộc các tỉnh Chiết Giang, Quảng Đông, Quảng Tây, Vân Nam ngày nay cùng một phần vùng đất hiện nay thuộc miền bắc Việt Nam. Tần Thủy Hoàng liền cho dời hơn 10 vạn tù nhân và người bị tù đày đến đấy để khai khẩn. Các lãnh thổ do Tần Thủy Hoàng mở rộng tiếp tục được các triều đại tiếp theo cai trị cho đến ngày nay trừ một vài vùng đất sau đó đã ly khai khỏi Trung Quốc như Việt Nam.

### Trong mắt dân chúng
Nhìn chung, mặc dù đạt được những thành tựu lớn, Tần Thủy Hoàng thời đó bị nhiều người căm hận. Những quý tộc bị tước hết quyền lợi, đối xử cay đắng căm hận ông. Những trí thức chống đối tư tưởng của ông căm ghét ông. Ông còn bị căm hận vì là một kẻ chinh phục và đánh thuế nặng nề, đặt ra nhiều luật lệ hà khắc, ép nhiều dân thường lao động đến chết để xây dựng những đại dự án của ông.

## Những năm cuối đời

### Tìm kiếm sự trường sinh
Trong những năm cuối đời, Tần Thủy Hoàng sợ cái chết và tuyệt vọng tìm kiếm thuốc trường sinh. Ông bị ám ảnh với việc sự bất tử và bị lừa bởi nhiều người nói có thể cung cấp thuốc trường sinh. Ông cũng viếng thăm đảo Chi Phù ba lần để tìm kiếm sự bất tử.

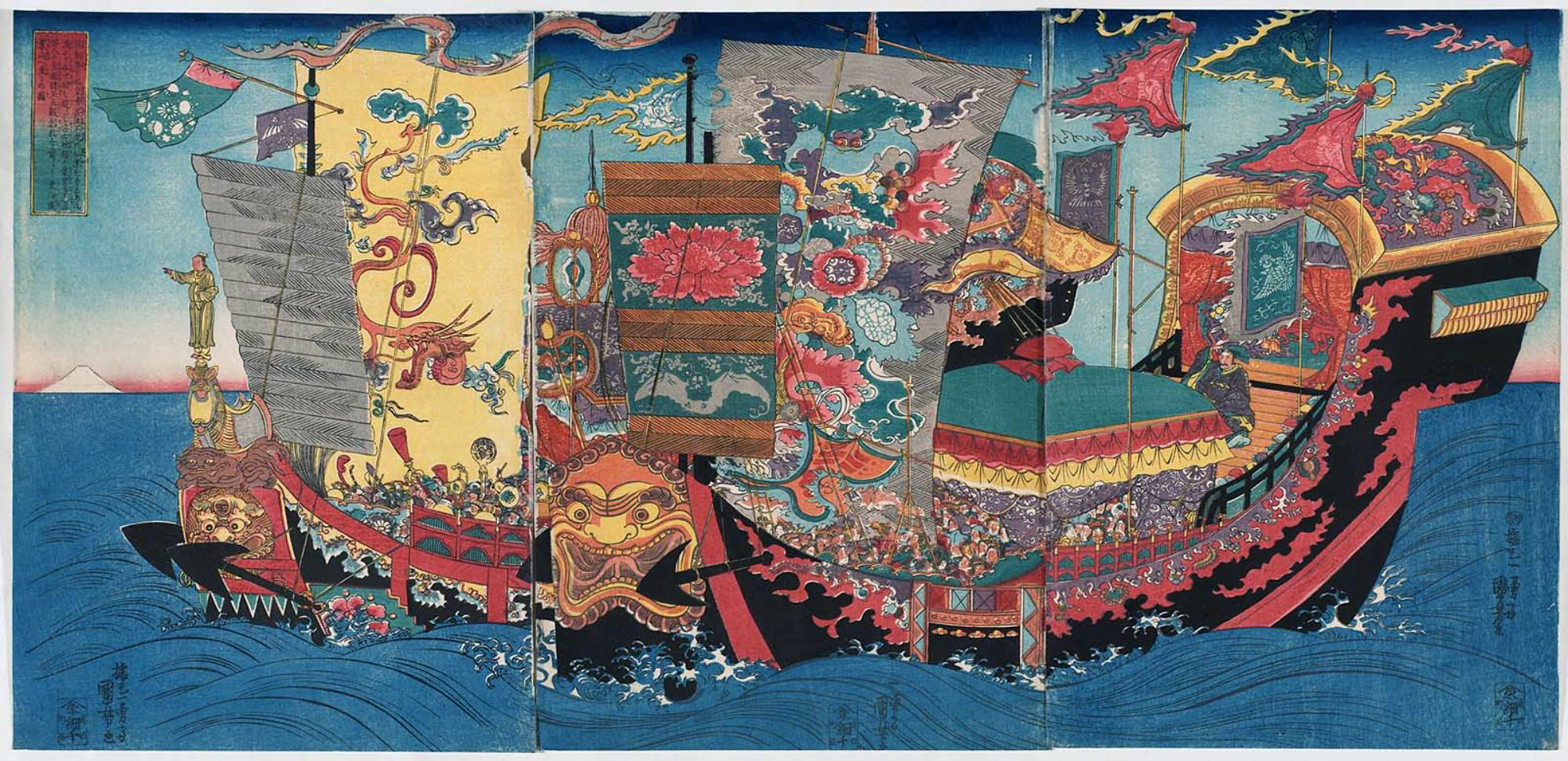
Bức vẽ minh họa thuyền của Từ Phúc ra khơi năm 219 TCN để tìm kiếm thuốc trường sinh.

Trong một lần, Tần Thủy Hoàng cũng cấp cho Từ Phúc những con thuyền chở hàng trăm đồng nam và đồng nữ tìm kiếm núi Bồng Lai thần bí. Họ cũng được gửi đi để tìm An Cơ Sinh, một pháp sư 1.000 năm tuổi mà Tần Thủy Hoàng cho là đã gặp trong một chuyến vi hành và là người đã mời ông đi tìm mình ở Bồng Lai. Những người này không bao giờ trở lại, có lẽ bởi vì họ biết rằng nếu họ quay về mà không có thuốc trường sinh như đã hứa, họ chắc chắn sẽ bị tử hình. Truyền thuyết cho rằng họ đến Nhật Bản và chiếm nó làm thuộc địa. Có thể là việc đốt sách chôn Nho, vốn được xem như là một sự mất mát về văn hóa, là một phần trong nỗ lực của Tần Thủy Hoàng để tập trung tâm trí của các học giả giỏi nhất của ông trong việc nghiên cứu giả kim thuật. Một số học giả bị tử hình là những người không thể cung cấp bất kỳ bằng chứng về khả năng siêu nhiên của họ. Điều này có thể là phương pháp cuối cùng để kiểm chứng khả năng của họ: nếu bất kỳ người trong số họ có sức mạnh siêu nhiên, họ chắc chắn sẽ sống lại. Do Tần Thủy Hoàng sợ cái chết và các "linh hồn xấu xa", ông cho xây dựng một loạt các đường hầm và lối đi thông qua mỗi cung điện của mình (ông sở hữu hơn 200 cung điện), bởi vì chúng sẽ giữ cho ông an toàn từ các linh hồn xấu xa vì ông di chuyển mà không bị nhìn thấy.

### Cái chết
Năm 211 TCN, một thiên thạch được cho là rơi xuống Đông Quận (东郡) ở vùng hạ lưu của sông Hoàng Hà. Trên đó có người ghi dòng chữ "Thủy Hoàng sẽ chết và đất nước sẽ bị chia cắt". Khi Thủy Hoàng biết được, ông đã phái người đi điều tra. Không ai nhận là người đã viết dòng chữ nên tất cả những người sống gần đó đều bị giết. Tảng đá sau đó bị đốt cháy và nghiền thành bột.
Sau đó, Tần Thủy Hoàng đi kinh lý phía đông, Tả Thừa tướng Lý Tư đi theo, Hữu Thừa tướng Khứ Tật ở nhà. Hồ Hợi, con nhỏ của Thủy Hoàng, được nhà vua yêu mến xin đi theo, vua bằng lòng. Sau khi tế vua Hạ Vũ ở Cối Kê, Tần Thủy Hoàng trở về kinh. Trên đường trở về phía tây đến bến Bình Nguyên thì bị bệnh.
Tần Thủy Hoàng ghét người ta nói đến việc chết, cho nên quần thần không ai dám nói với nhà vua về việc chuẩn bị cho việc ông qua đời. Khi bệnh càng nặng, nhà vua viết thư đóng dấu của vua gửi đến hoàng tử Phù Tô nói: "Con về Hàm Dương tổ chức đám tang, và chôn cất ta ở đấy." Bức thư đã niêm phong ở trong phủ trung xa thuộc quyền Triệu Cao. Bức thư có dấu của nhà vua làm tin chưa giao cho sứ giả, thì Tần Thủy Hoàng qua đời ở Bình Đài (平台), thuộc đất Sa Khâu (沙丘), là nơi cách kinh thành Hàm Dương khoảng hai tháng đi bằng đường bộ vào ngày 10 tháng 9 năm 210 TCN theo lịch Julius. Sử liệu phương Tây cho rằng có thể ông chết do uống phải thủy ngân trong thuốc trường sinh do các nhà giả kim thuật và các ngự y chế ra.

### Âm mưu về người kế vị
Thừa tướng Lý Tư thấy nhà vua mất ở xa kinh đô nên đã trở thành vô cùng lo lắng rằng tin tức về cái chết của Tần Thủy Hoàng có thể kích hoạt một cuộc nổi dậy lớn trên toàn quốc, bèn giấu kín điều đó, không báo tang, chở quan tài trong một cỗ xe mát, cho một hoạn quan được hoàng đế yêu quý ngồi trong xe, đến đâu thì dâng thức ăn, trăm quan vẫn tâu việc như thường. Viên hoạn quan ở trong xe nghe lời tâu, liền bảo: "Được!". Chỉ có Hồ Hợi, Triệu Cao và một vài hoạn quan thân tín của nhà vua, tất cả có năm sáu người biết là hoàng đế đã băng hà. Lý Tư cũng ra lệnh cho hai xe ngựa chứa cá ươn đi trước và sau xe của hoàng đế để đánh lẫn mùi thối phát ra từ cơ thể phân hủy của hoàng đế. Sau khoảng hai tháng, đoàn của Lý Tư trở lại Hàm Dương, từ đó tin tức về cái chết của Tần Thủy Hoàng mới được công bố. Tần Thủy Hoàng không thích nói về cái chết của mình và không hề viết di chúc. Sau khi ông chết, con trai cả Phù Tô theo lệ sẽ là hoàng đế nối ngôi.
Lý Tư và Triệu Cao âm mưu giết Phù Tô vì vị tướng được yêu thích bởi Phù Tô là Mông Điềm, người mà họ không ưa và sợ hãi. Trong khi đó, em trai của Mông Điềm là Mông Nghị đã từng khép Triệu Cao vào tội tử hình. Triệu Cao được hoàng đế yêu quý nên được xá tội, nhưng cũng vì thế căm thù Mông Nghị. Họ đã sợ rằng nếu Phù Tô được lên ngôi, họ sẽ bị mất quyền lực, vì vậy Triệu Cao bèn cùng Lý Tư âm mưu phá hủy bức thư của Thủy Hoàng gửi cho hoàng tử Phù Tô, đặt ra chuyện thừa tướng Lý Tư đã nhận được tờ chiếu của Thủy Hoàng ở Sa Khâu trước khi chết bảo lập Hồ Hợi làm thái tử; sau đó lại làm một bức thư khác gửi cho hoàng tử Phù Tô và tướng Mông Điềm kể tội hai người, ra lệnh cho hai người phải chết. Kế hoạch này đã thành công, Phù Tô tự sát, em trai của Phù Tô là Hồ Hợi nối ngôi, tức là Nhị Thế hoàng đế.
Tuy nhiên, Tần Nhị Thế lại không có khả năng như người cha của mình. Các cuộc khởi nghĩa nhanh chóng nổ ra. Triều đại của ông là một thời điểm bất ổn về dân sự và tất cả mọi thứ được xây dựng bởi Tần Thủy Hoàng sụp đổ chỉ trong một thời gian ngắn. Một trong những nỗ lực nổi dậy ngay lập tức là việc Trần Thắng và Ngô Quảng khởi nghĩa ở làng Đại Trạch vào năm 209 TCN. Năm 206 TCN, nhà Tần diệt vong. Triều đại mà Tần Thủy Hoàng khổ công gây dựng với mong ước nó sẽ tồn tại "Thiên thu vạn thế", rốt cuộc chỉ tồn tại được 15 năm.

## Lăng mộ Tần Thủy Hoàng

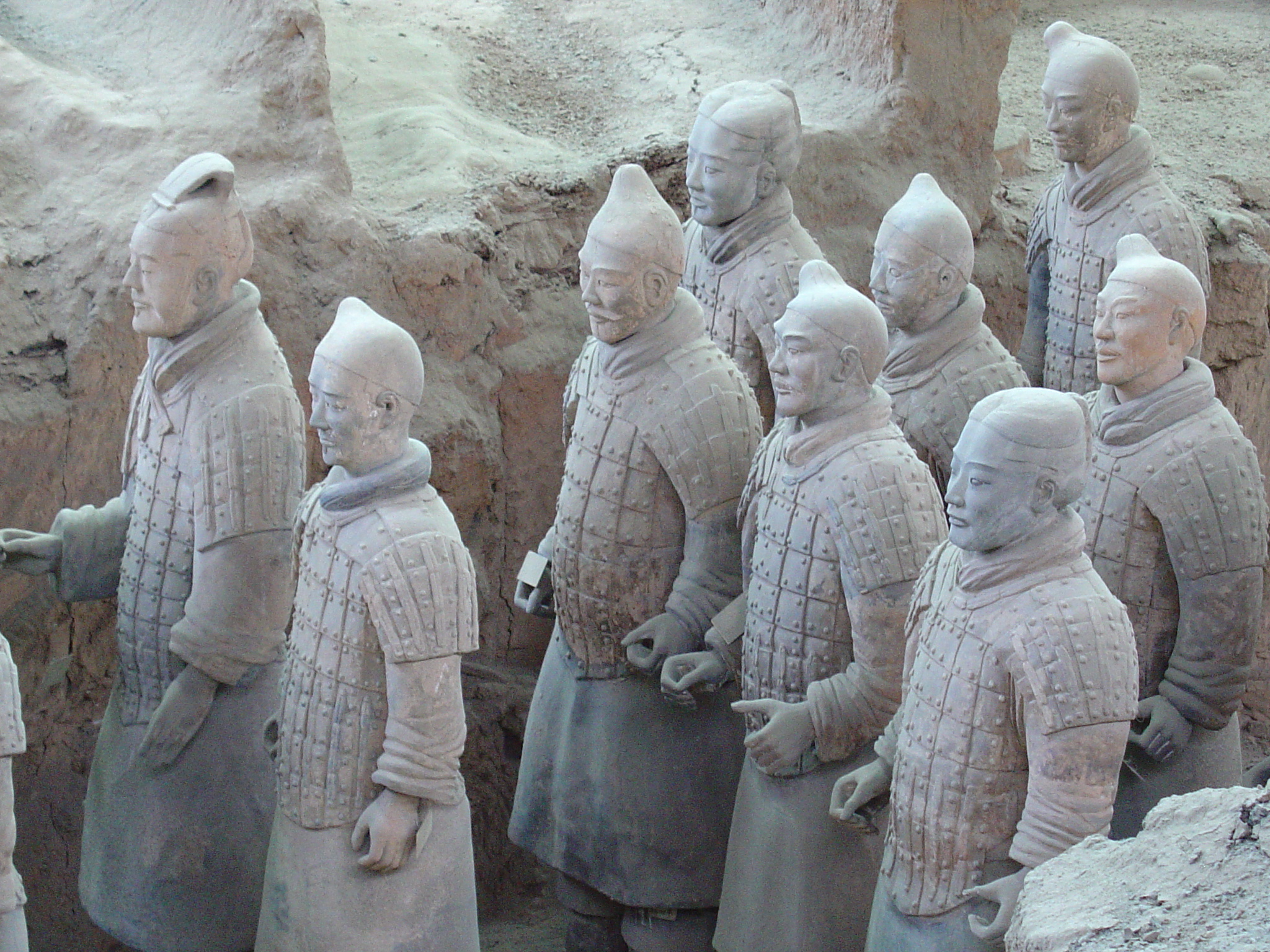
Một số bức tượng trong đội quân đất nung, được tạo ra để bảo vệ lăng mộ Tần Thủy Hoàng

Một trong những công trình lớn mà Tần Thủy Hoàng cho xây dựng là lăng mộ của chính mình. Nhà sử học thời Hán Tư Mã Thiên đã viết trong cuốn sử ký của mình rằng có khoảng 70 vạn người được điều động cho việc xây dựng lăng mộ. Nhà sử học người Anh John Man nghi ngờ con số này, tính toán rằng nền móng của lăng mộ có thể đã được xây dựng bởi 16.000 người trong vòng hai năm. Bố cục của lăng mộ được mô phỏng theo kinh thành Hàm Dương, được chia thành khu nội thành và khu ngoại thành. Chu vi của khu vực nội thành là 2,5 km và khu vực ngoại thành là 6,3 km. Ngôi mộ chính (nằm ở vị trí 34°22′52,75″B 109°15′13,06″Đ / 34,36667°B 109,25°Đ) có chứa xác của Tần Thủy Hoàng vẫn chưa được mở ra và có bằng chứng cho thấy rằng nó vẫn còn tương đối nguyên vẹn.
Trong khi Tư Mã Thiên không bao giờ đề cập đến đội quân đất nung, những bức tượng này đã được phát hiện bởi một nhóm các nông dân đào giếng vào ngày 29 tháng 3 năm 1974. Các binh sĩ này được tạo ra với một loạt các hỗn hợp khuôn đất sét và sau đó tiếp tục được cá nhân hóa bằng tay bởi các nghệ sĩ. Có khoảng 7.000 chiến binh đất nung và mục đích của họ là để bảo vệ hoàng đế khỏi các linh hồn xấu xa ở thế giới bên kia. Trong đội quân này có nhiều xe ngựa và 40.000 vũ khí thực sự bằng đồng.
Mô tả về lăng mộ này của Tư Mã Thiên bao gồm các bản sao của cung điện và các tháp ngắm cảnh, rất nhiều châu báu, có một trăm dòng sông được làm bằng thủy ngân, và những chiếc nỏ được trang bị để bắn vào bất cứ kẻ nào đột nhập lăng mộ. Lăng mộ được xây dựng trên núi Li Sơn, cách Tây An 30 km. Các nhà khảo cổ học hiện đại đã định vị ngôi mộ, và đưa tàu thăm dò sâu bên trong. Các thăm dò cho thấy hàm lượng thủy ngân cao bất thường, tỷ lệ cao khoảng 100 lần so với tự nhiên, cho thấy rằng một số phần của truyền thuyết là đáng tin cậy. Bí mật của ngôi mộ được duy trì vì hầu hết những người xây dựng lăng mộ đều bị sát hại.

## Gia đình
Sau đây là một số thành viên gia đình của Tần Thủy Hoàng:
- Cha mẹ
  - Tần Trang Tương Vương
  - Triệu Cơ
- Anh em
  - Thành Kiệu, em trai cùng cha khác mẹ[6]
  - Hai em cùng mẹ khác cha, do Triệu thái hậu tư thông với Lao Ái
- Thê thiếp : có hơn 10000 người trong hậu cung.
  - Hoàng hậu : không rõ tên họ , Lý Khai Nguyên cho rằng bà là Hùng cơ - công chúa của nước Sở.
  - Cổ Cầm Cơ nhân (không rõ họ) [77]
  - Tùy Duyên Mỹ nhân (không rõ họ) [78]
  - Hồ cơ (không được ghi trong chính sử) , được cho là sinh mẫu Doanh Tử Anh.
  - Trịnh cơ (không được ghi trong chính sử) người Sở được cho là sinh mẫu Doanh Phù Tô.
  - Lệ cơ (không được ghi trong chính sử) , được cho là sinh mẫu Doanh Thanh Minh.
- Con cái
  - Doanh Phù Tô (con cả, tự sát), mẹ là Trịnh cơ.
  - Doanh Thanh Minh, mẹ là Lệ cơ. Tự nguyện tuẫn táng theo vua cha ,nhờ đó gia đình của ông được tha. Được chôn cất tại núi Lệ Sơn.
  - Doanh Tử Anh.
  - Doanh Hồ Hợi,mẹ là Hồ cơ, sau là Tần Nhị Thế (con thứ 18)
  - Doanh Cao (bị Tần Nhị Thế giết)
  - Doanh Tương Lư (bị Tần Nhị Thế giết)
  - 10 con gái (bị Tần Nhị Thế giết) , tất cả đều bị giết và xé xác , đều không rõ tên tuổi , tước hiệu... Dựa trên chiếc nhẫn được tìm thấy trong một ngôi mộ nữ thời Tần , xác định được một trong các cô con gái của Tần Thủy Hoàng có tên "Dương Tư" [79] Các con trai của quyền thần Lý Tư , Lý Do và một vài người khác kết hôn với các hoàng nữ trước khi bị giết.
- Cháu
  - Thiên Đại Hải Sơn
  - Thiên Đại Vũ Anh
  - Thiên Đại Thế Anh
  - Thiên Đại Thế Phương.

Tần Thủy Hoàng có khoảng 50 người con, nhưng hầu hết tên của họ đều chưa được biết. Tần Thủy Hoàng có vô số thê thiếp nhưng chính sử không nhắc đến tên một người vợ nào của ông.

## Nhận định

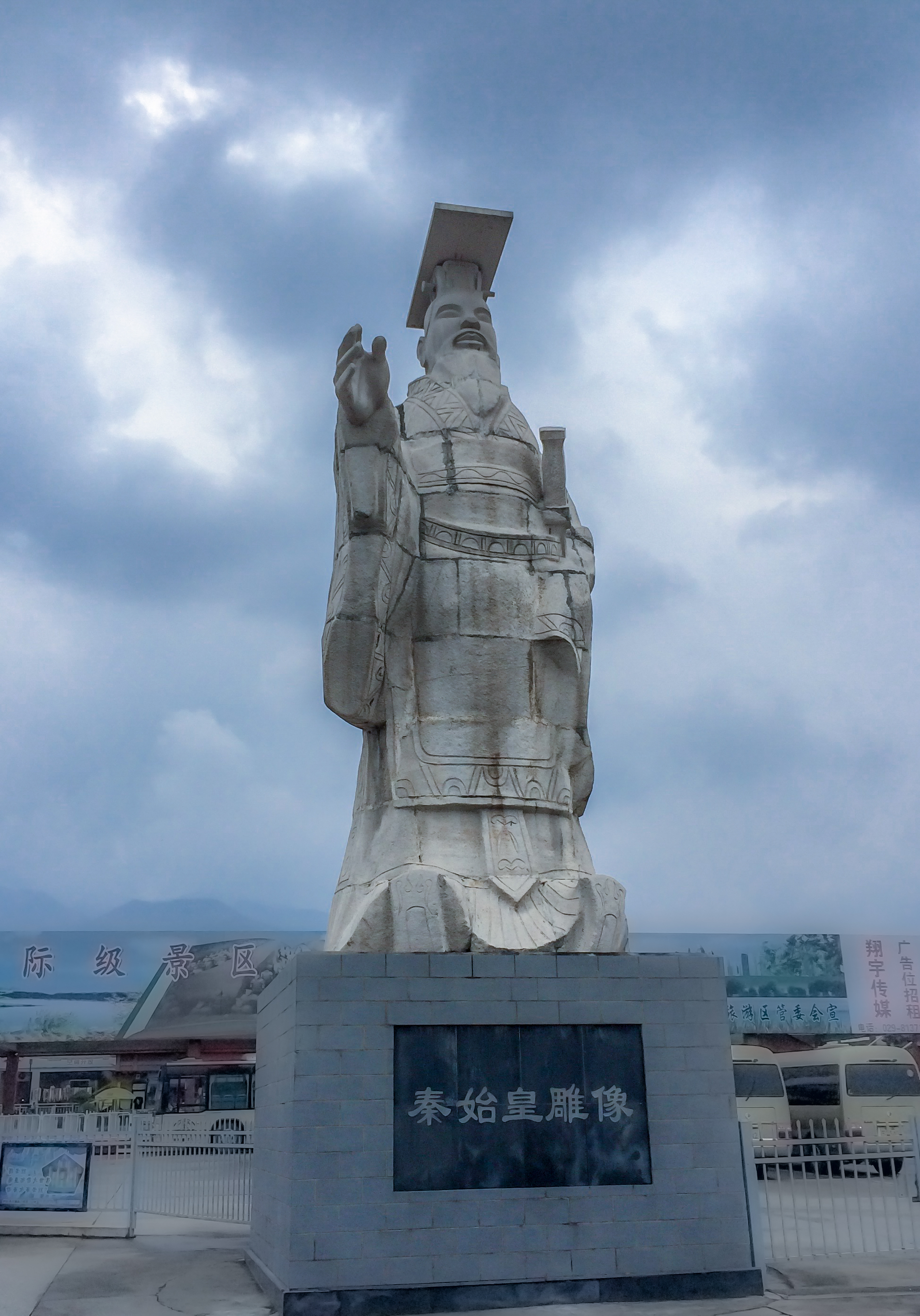
Một bức tượng hiện đại của Tần Thủy Hoàng, gần các bức tượng đất sét trong lăng mộ ông.

Trong truyền thống biên soạn lịch sử của Trung Quốc thời phong kiến, Tần Thủy Hoàng luôn được miêu tả như một vị vua tàn bạo, người bị ám ảnh bởi các vụ ám sát. Sau này, ông bị các nhà sử học Khổng giáo lên án việc ông cho đốt sách và chôn sống Nho sĩ. Họ cuối cùng đã biên soạn danh sách Mười tội ác của Tần để làm nổi bật hành động bạo ngược của Thủy Hoàng.
Nhà thơ và chính khách nổi tiếng đời nhà Hán là Giả Nghị kết luận bài viết Kiều Tần Di (过秦论) của mình với những gì đã trở thành bản án Nho giáo tiêu chuẩn trong những lý do cho sự sụp đổ của nhà Tần. Bài viết của Giả Nghị, được ngưỡng mộ như kiệt tác của thuật hùng biện và lý luận, đã được chép trong 2 tác phẩm lịch sử đời Hán và đã có ảnh hưởng sâu rộng về tư tưởng chính trị Trung Quốc như một minh hoạ cổ điển của lý thuyết Nho giáo. Ông cho rằng sự sụp đổ của nhà Tần là do sự thất bại trong việc biểu thị nhân tính và sự công bằng, và không nhận ra sự khác biệt giữa sức mạnh chinh phạt và sức mạnh để cai trị.
Trong thời cận đại, những đánh giá lịch sử về Hoàng đế đầu tiên khác với sử học truyền thống Trung Quốc đã bắt đầu xuất hiện. Các đánh giá lại này được thúc đẩy bởi việc Trung Quốc bị phương Tây liên tục ức hiếp trong nửa cuối của thế kỷ XIX và đầu thế kỷ XX, khiến chủ nghĩa dân tộc ngày càng tăng lên và nhiều người Trung Quốc muốn đất nước có một vị vua mạnh mẽ với quân đội hùng mạnh như thời Tần Thủy Hoàng. Ông chỉ xưng đế sau khi thống nhất hơn 10 năm mà làm cho Trung Hoa thống nhất về mọi mặt, mở mang thêm bờ cõi, trở thành một đế quốc lớn thời cổ đại. Trung Quốc được định hình từ khi Tần Thủy Hoàng thống nhất thiên hạ và tiếp tục bành trướng trong các triều đại tiếp theo.
Trong giai đoạn 1911 - 1949, lãnh thổ Trung Quốc bị chia cắt bởi nạn quân phiệt cát cứ, rồi lại xâm lược bởi các quốc gia nước ngoài. Quốc Dân Đảng nhấn mạnh vai trò của Tần Thủy Hoàng trong việc thống nhất quốc gia, đẩy lui các cuộc xâm lược từ các bộ tộc du mục phương Bắc, đặc biệt là trong việc xây dựng Vạn lý trường thành. Một nhà sử học tên là Mã Phi Bách (馬非百) đã cho xuất bản một tiểu sử xét lại về Hoàng đế đầu tiên mang tên Tần Thủy Hoàng Đế Truyền (秦始皇帝传) vào năm 1941, gọi ông là "một trong những anh hùng vĩ đại của lịch sử Trung Quốc".

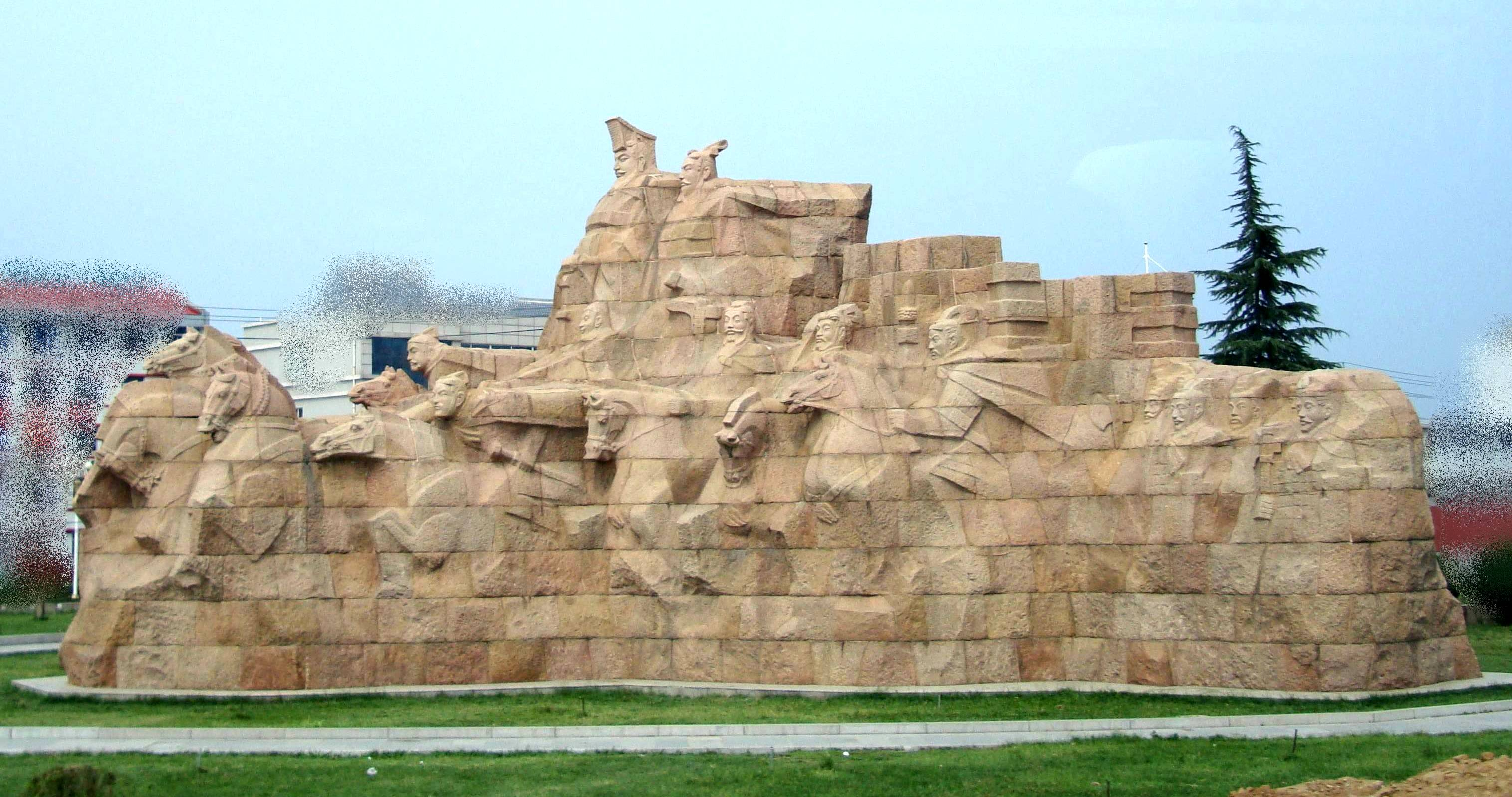
Một bức tượng hiện đại của Hoàng đế đầu tiên

Với sự ra đời của chính quyền mới Cộng hòa Nhân dân Trung Hoa vào năm 1949, một sự nhìn nhận mới về Tần Thủy Hoàng được nổi lên với góc nhìn đánh giá của chủ nghĩa Marx. Điều này được minh họa trong Trung Hoa Sử ký toàn thư, được biên soạn vào tháng 9 năm 1955 như là một bản tóm lược lịch sử Trung Quốc. Công trình này mô tả những bước tiến lớn của Tần Thủy Hoàng theo hướng thống nhất và tiêu chuẩn hóa vì lợi ích của nhóm cầm quyền và tầng lớp địa chủ, chứ không phải là vì lợi ích của nhân dân, và sự sụp đổ của triều đại của ông sau đó là một biểu hiện của đấu tranh giai cấp.
Trong thời đại mới, Tần Thủy Hoàng được xem như là một nhà lãnh đạo nhìn xa trông rộng, tiêu diệt sự chia rẽ và thành lập nhà nước tập trung đầu tiên. Các thuộc tính cá nhân, chẳng hạn như cuộc tìm kiếm của ông cho sự bất tử, được nhấn mạnh trong sử học truyền thống, gần như không được đề cập. Các đánh giá mới mô tả trong thời gian trị vì của mình (một kỷ nguyên thay đổi lớn về chính trị và xã hội), ông không ngần ngại sử dụng vũ lực để trấn áp các thế lực phản động, như đã làm với "kẻ chủ nô" Lã Bất Vi. Thêm vào đó, một lý giải khác cho sự sụp đổ nhanh chóng của triều đại nhà Tần được đưa ra trong một bài báo mang tên "Cuộc đấu tranh giai cấp trong thời kỳ giữa Tần và Hán" trong số ra năm 1974 của tờ Cờ Đỏ nhằm thay thế cho những lý giải cũ.
Tần Thủy Hoàng muốn con cháu sẽ đời đời truyền ngôi cai trị thiên hạ, nhưng sau 15 năm thì vương triều bị mất trong tay Tần Nhị Thế. Dù vậy, Tần Thủy Hoàng đã chú ý cấu tạo một đế chế và một bộ máy quốc gia hoàn chỉnh, khai sáng cơ nghiệp cho đế quốc Trung Hoa kéo dài hơn 2000 năm. Từ góc độ này mà xét, thì ý nghĩ "mãi mãi " của Tần Thủy Hoàng không phải là thất bại.

## Trong văn hóa

### Sách giả tưởng
- Tác phẩm Lord of the East (1956) là một chuyện tình lãng mạn lịch sử về con gái yêu của Tần Thủy Hoàng, người đã bỏ đi với người yêu của mình. Câu chuyện sử dụng Tần Thủy Hoàng để tạo ra các rào cản cho cặp vợ chồng trẻ.[83]
- Tác phẩm Bridge of Birds (1984) của Barry Hughart miêu tả Tần Thủy Hoàng là một người hoang tưởng đạt được sự bất tử do có trái tim bị lấy đi bởi "Ông già trên núi".
- Tác phẩm The Chinese Emperor (1984) của Jean Levi mô tả từ cuộc thảo luận chính trị và pháp luật của nhà Tần đến thăm dò tâm lý của Tần Thủy Hoàng, trong đó đội quân đất nung của ông thực ra là công cụ tự động tạo ra để thay thế con người.
- Tiểu thuyết Contact (1985) của Carl Sagan, nhân vật Xi Qiaomu, người tham gia vào cuộc khai quật lăng mộ của Hoàng đế Tần trong Cách mạng Văn hóa, được viếng thăm bởi một người ngoài hành tinh trong hình dạng của Tần Thủy Hoàng[84].
- Trong tác phẩm Interesting Times (1994) của Terry Pratchett, một pháp sư tên Rincewind, phát hiện ra một bộ áo giáp thuộc sở hữu trước kia của Tần Thủy Hoàng cho phép anh ta kiểm soát đội quân đất nung.
- Trong bộ sách Area 51 của Bob Mayer, Tần Thủy Hoàng được tiết lộ là một người ngoài hành tinh bị trục xuất và mắc kẹt trên Trái Đất trong một cuộc nội chiến giữa các vì sao. Vạn Lý Trường Thành thực ra được thiết kế để hiển thị biểu tượng cho 'giúp đỡ' trong ngôn ngữ của ông, và ông ra lệnh cho xây dựng nó với hy vọng rằng tàu vũ trụ đi qua sẽ nhận thấy và giải cứu ông.
- Trong tác phẩm Hydra's Ring (2006), tiểu thuyết thứ 39 của bộ sách Outlanders, Tần Thủy Hoàng được tiết lộ là vẫn còn sống vào đầu thế kỷ XXIII thông qua công nghệ nano ngoài hành tinh đã ban cho ông một hình thức của sự bất tử.
- Tác phẩm Emperor!: A Romance of Ancient China (2007) của Lanny Fields lấy trọng tâm quanh Tần Thủy Hoàng và một cựu chiến binh La Mã tên là Scipio Lucius Marcus, người mà Tần Thủy Hoàng trở thành bạn sau khi Marcus Scipio cứu ông nhiều lần. Tác phẩm hư cấu này được kể qua cái nhìn của nhà sử học Tư Mã Thiên, người viết về Marcus Scipio sau khi ông này đi từ Roma đến Trung Quốc.
- Tác phẩm The Tiger Warrior (2009) của David Gibbins thêu dệt lịch sử của Tần Thủy Hoàng và cuộc tìm kiếm sự bất tử của ông với lính lê dương La Mã, các bộ lạc Ấn Độ, các binh sĩ Anh thời Victoria và một câu chuyện khảo cổ học-phiêu lưu thời hiện đại.

### Phim điện ảnh
- Hoàng đế đầu tiên (秦・始皇帝 1963) - Bộ phim miêu tả Tần Thủy Hoàng (Shintaro Katsu) là một hoàng đế giỏi chiến đấu với nguồn gốc từ trong quân đội. Mặc cho thứ hạng của mình, Tần Thủy Hoàng được thể hiện ngồi xung quanh lửa trại với những người đàn ông bình thường. Tần Thủy Hoàng chuyển đổi Sở phu nhân từ kẻ thù thành một người vợ lẽ trung thành.[85]
- Big Trouble in Little China (1986) - Bộ phim đề cập đến tên của Tần Thủy Hoàng hai lần là người đã áp đặt lời nguyền không có xác thịt cho David Lo Pan.
- Bản hùng ca thời Tần (秦頌 1996) - Bộ phim tập trung vào mối quan hệ của Tần Thủy Hoàng với Cao Tiệm Ly, một người bạn của sát thủ Kinh Kha. Tiệm Ly chơi bài Song of Yishui cho Kinh Kha trước khi ông bắt tay vào nhiệm vụ ám sát Thủy Hoàng.[86] Vai Tần Thủy Hoàng do Khương Văn đảm nhiệm.
- Kinh Kha hành thích Tần vương (荆轲刺秦王 1999) - Bộ phim tập trung dựa trên danh tính của cha Tần Thủy Hoàng, sự đối xử nhẫn tâm của ông với các quan, và sự phản bội bởi người yêu thời thơ ấu của ông, mở đường cho nỗ lực ám sát của Kinh Kha. Đạo diễn Trần Khải Ca đã tìm cách đặt câu hỏi liệu động cơ của Tần Thủy Hoàng có xứng đáng hay không. Một chủ đề chính trong bộ phim này là cuộc xung đột giữa sự cống hiến của Tần Thủy Hoàng với sự thề ước của ông và người yêu, Triệu phu nhân (do Củng Lợi nhập vai). Đạo diễn Trần Khải Ca cũng đảm nhận vai Lã Bất Vi trong phim.[87]
- Anh hùng (2002) - Bộ phim của đạo diễn Trương Nghệ Mưu với Lý Liên Kiệt đóng vai kẻ ám sát Tần Thủy Hoàng do Trần Đạo Minh nhập vai. Nội dung của bộ phim dựa trên sự kiện Kinh Kha hành thích Tần Thủy Hoàng.[88]
- Thần thoại (2005) - Bộ phim có Thành Long trong vai Mông Nghị, một vị tướng theo Tần Thủy Hoàng. Nghị được đầu thai vào thời hiện tại là nhà khảo cổ học. Kim Hee-sun đồng đóng vai chính là một công chúa Triều Tiên, người buộc phải kết hôn với Tần Thủy Hoàng.[89]
- Xác ướp: Lăng mộ Hoàng đế Rồng (2008) - Bộ phim có Lý Liên Kiệt đóng vai chính, một xác ướp sống lại được gọi là "Hoàng đế Rồng" và có thể là một tham chiếu đến Tần Thủy Hoàng.[90]

### Phim truyền hình
- Tần Thủy Hoàng (1986) - Phim truyền hình 63 tập ghi lại những sự kiện từ khi sinh ra cho đến khi qua đời của Tần Thủy Hoàng. Nó được sản xuất bởi ATV của Hồng Kông. Ca từ của bài hát chủ đề mở tóm tắt câu chuyện như sau: "Mặt đất sẽ nằm ngay dưới chân ta; không ai có thể ngang hàng với ta cả".[91]
- Vạn lý trường thành (1999) - Một trong các tập phim của History Bites. Bob Bainborough trong vai Tần Thủy Hoàng.
- Khử tà diệt ma 2 (1999) - Phim truyền hình giả tưởng siêu nhiên của Hồng Kông. Có một cảnh hồi tưởng Tần Thủy Hoàng bị lừa rằng biến thành ma cà rồng là chìa khóa để đạt được sự bất tử.
- Tầm Tần ký (2001), tựa Việt là Cỗ máy thời gian, dựa trên cuốn tiểu thuyết khoa học viễn tưởng của Hoàng Dị, do TVB sản xuất. Lâm Phong đóng vai Triệu Bàn, một công tử nước Triệu lấy danh tính của Doanh Chính và trở thành Tần Thủy Hoàng. Ông được sự hỗ trợ của Hạng Thiếu Long (Cổ Thiên Lạc), một nhà du hành vượt thời gian từ thế kỷ XXI.[92]
- Tần Thủy Hoàng (2002) - Phim truyền hình do Trung Quốc đại lục sản xuất. Phim là một câu chuyện bán giả tưởng cuộc đời của hoàng đế từ thời thơ ấu cho đến khi chết. Trương Phong Nghị đóng vai Tần Thủy Hoàng.[93]
- Thần thoại (2010) - Phim truyền hình Trung Quốc sản xuất bởi Thành Long và dựa trên bộ phim cùng tên năm 2005. Hai nhân vật vô tình quay ngược thời gian về thời kỳ nhà Tần. Họ lấy nhân dạng của Mông Nghị và Triệu Cao và trở thành đối thủ trong cung đình của nhà Tần.
- Tần thời lệ nhân minh nguyệt tâm (Lệ Cơ Truyện) (2017) - Phim truyền hình cổ trang của Trung Quốc với Trương Bân Bân thủ vai Tần Thủy Hoàng, đóng cặp là Địch Lê Nhiệt Ba thủ vai nữ chính Công Tôn Lệ.
- Hạo Lan truyện (2019) - Phim truyền hình cổ trang Trung Quốc với Ngô Cẩn Ngôn  trong vai Lý Hạo Lan (Triệu Cơ),  Mao Tử Tuấn trong vai Doanh Dị Nhân,  Đồng Mộng Thực trong vai Tần Thủy Hoàng.

### Trò chơi điện tử
- Trong trò chơi nhập vai Wraith: the Oblivion (1994), bóng ma Tần Thủy Hoàng tiếp tục cai trị thế giới bên kia của Trung Quốc cho đến ngày nay, với sự hỗ trợ bởi một đội quân bất khả chiến bại dựa trên đội quân đất nung.
- Trò chơi Qin: Tomb of the Middle Kingdom (1995) mô tả nhiệm vụ của một học giả khảo cổ tưởng để khám phá điểm an táng của Hoàng đế đầu tiên.
- Trong Tomb Raider II (1997), nhà thám hiểm Lara Croft phát hiện ra "Dagger of Xian" sau khi viếng thăm "Temple of Xian". Màn chơi này cho thấy một sự tương đồng với mô tả của lăng mộ của Tần Thủy Hoàng, bao gồm cả một căn phòng với được trang trí bằng đội quân đất nung.
- Trong Prince Of Qin (2002), người chơi đóng vai con cả của Tần Thủy Hoàng là Phù Tô, người bị buộc phải tự tử ngoài đời thật. Nhưng trong trò chơi thì Phù Tô không chết mà sẽ chiến đấu cho quyền thừa kế ngai vàng của mình và tìm kiếm sự thật về cái chết của Tần Thủy Hoàng.
- Trong Emperor: Rise of the Middle Kingdom (2002), chiến dịch của nhà Tần có các người chơi là kiến trúc sư trưởng của Tần Thủy Hoàng, phụ trách giám sát việc xây dựng kinh đô, kênh Linh Cừ, Vạn Lý Trường Thành, cũng như ngôi mộ của Thủy Hoàng và đội quân đất nung, mặc dù trò chơi có quyền tự do với các khung thời gian mà trong đó các sự kiện thực sự diễn ra.
- Trò chơi Indiana Jones and the Emperor's Tomb (2003) mô tả Indiana Jones tiến vào lăng mộ của Tần Thủy Hoàng để thu hồi "Trái tìm của rồng".
- Trong Civilization IV (2005), Tần Thủy Hoàng là một trong hai nhân vật có thể chơi được của Trung Quốc.[94]
- Trong Romance of the Three Kingdoms XI (2006) của Koei, Tần Thủy Hoàng là một trong 32 nhân vật lịch sử xuất hiện như là nhân vật đặc biệt. Ông được gọi bằng tên "Doanh Chính" trong trò chơi và có các chỉ số cao hơn tất cả các nhân vật khác, ngoại trừ Quản Trọng.
- Trong Assassin's Creed II (2010), một sát thủ tên là Wei Yu đã giết chết Tần Thủy Hoàng bằng một cây giáo. Assassin's Creed Encyclopedia cũng nói rằng Tần Thủy Hoàng được hỗ trợ bởi Templars, nhóm đối lập chính trong dòng game Assassin's Creed.
- Trong trò chơi Civilization VI (2016) được phát triển bởi Firaxis Games, Tần Thủy Hoàng là người lãnh đạo nền văn minh Trung Hoa.[95][96]

### Âm nhạc
- Tần Thủy Hoàng là nhân vật chính trong vở opera The First Emperor.
- Nhạc sĩ Thụy Điển Evert Taube cho thấy các hành động và động cơ của Tần Thủy Hoàng trong bài hát "Muren Och Böckerna" ("The Wall And The Books").

### Khác
- Jorge Luis Borges (1899-1986), nhà văn Argentina đã viết bài luận nổi tiếng về Tần Thủy Hoàng mang tên "The Wall and the Books" ("La muralla y los libros") trong bộ sưu tầm năm 1952 của Other Inquisitions (Otras Inquisiciones). Nó tập trung vào sự đối lập giữa quy mô xây dựng của Vạn lý trường thành và việc đốt sách đã xác định triều đại của ông.[97]
- Bí mật của Tần Thủy Hoàng, bạo chúa và tầm nhìn (2006) - Phim tài liệu của National Geographic. Nó cung cấp một cái nhìn sâu sắc về nhà cai trị gây tranh cãi này.[98]
- Tần Thủy Hoàng - Người tạo nên đất nước Trung Hoa (2006) - Phim tài liệu đặc biệt về Tần Thủy Hoàng. James Pax đóng vai Tần Thủy Hoàng. Nó được chiếu trên kênh Channel 4 ở Anh Quốc.[99]
- Tần Thủy Hoàng (2008) - Phim tài liệu 3 tiếng của The History Channel. Xu Pengkai đóng vai Tần Thủy Hoàng.[100]
- Vương giả thiên hạ (2006 - nay) - Bộ truyện tranh nổi tiếng của tác giả Hara Yasuhisa. Sau khi lên ngôi vua vào năm 13 tuổi, Doanh Chính phải chạy trốn khỏi cuộc truy sát trong một âm mưu phản loạn của phe Thành Kiệu. Trong cuộc chạy trốn này, ông gặp được Tín (được lấy cảm hứng từ tướng Tần Lý Tín) và Tín giúp ông thoát khỏi cuộc truy sát. Sau khi trải qua một số sự kiện trong cuộc chạy trốn, Tín quyết định sẽ trở thành "thanh kiếm" của Chính trong công cuộc thống nhất Trung Hoa.